# 松平頼多
松平 頼多（まつだいら よりな）は、江戸時代中期の大名。常陸国宍戸藩4代藩主。官位は従五位下・大炊頭。

## 略歴
3代藩主・松平頼慶の長男。母は浦上正勝の娘実相院。
寛保2年（1742年）、父の死去により跡を継ぐ。明和3年（1766年）11月20日に45歳で死去。長男源之助と次男頼洽が早世していたため、婿養子・頼救が跡を継いだ。法号は慧高院殿通誉快安智洞大居士。墓所は茨城県常陸太田市の瑞龍山。

## 系譜
- 正室：美津 - 亀井茲胤の養女、亀井矩致の娘
  - 長男：源之助
  - 次男：頼洽
  - 長女：喜多 - 松平頼救正室
  - 次女：美奈（清薫尼） - 英勝寺4代
- 養子
  - 男子：頼救 - 徳川宗翰の六男